# Zölibatsklausel
Unter einer Zölibatsklausel verstand man eine Vereinbarung im Arbeitsvertrag zumeist von Frauen, die im Falle der Eheschließung das Arbeitsverhältnis zu einem bestimmten Zeitpunkt beendete oder den Arbeitgeber in diesem Fall zur Kündigung befugte. Das Bundesarbeitsgericht entschied mit Urteil vom 10. Mai 1957, dass eine solche Klausel in Arbeitsverträgen wegen Verstoßes gegen Artikel 6 Absatz 1 und Artikel 1, 2 des Grundgesetzes unabhängig vom Geschlecht verfassungswidrig und damit nichtig sei.
Im öffentlichen Dienst waren solche Regelungen, die teilweise noch bis in die 1950er Jahre bestanden, mit Ablauf des 31. März 1953 gemäß Artikel 117 Absatz 1 des Grundgesetzes nicht mehr anwendbar, wenn sie dem Gleichberechtigungsgebot des Artikels 3 Absatz 2 des Grundgesetzes widersprachen. Dies war nötigenfalls im Rechtsweg festzustellen. Das Bundesverwaltungsgericht ließ im Jahr 1962 offen, ob es gegen den Schutz von Ehe und Familie verstieß, dass Beamte der saarländischen Bereitschaftspolizei einer Heiratserlaubnis bedurften, solange sie während ihrer Ausbildung in einer Gemeinschaftsunterkunft wohnen und an der dortigen Verpflegung teilnehmen mussten.
Für Pastorinnen bestand diese Regelung in den meisten Landeskirchen nach Einführung der Frauenordination (in der Hannoverschen Landeskirche beispielsweise zwischen der Einführung der Frauenordination 1963 und 1969), in Österreich bis 1980.